# 素翅

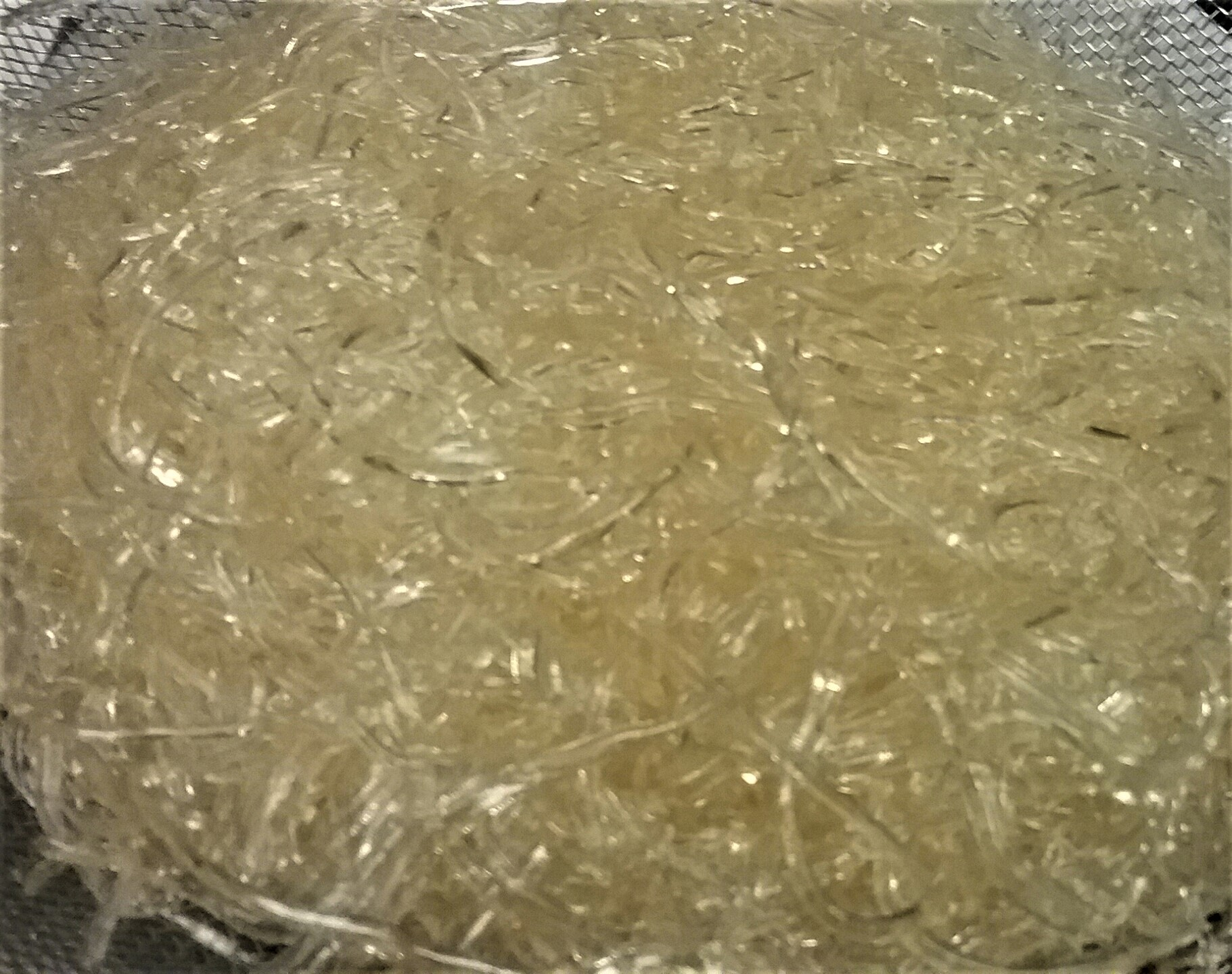
素翅

素翅，又稱假翅、環保翅，是魚翅的仿製品,如碗仔翅。素翅通常以明膠或蒟蒻製作。以蒟蒻等制作的素翅不含動物成份，可被列作素食的一種。
雖然素翅的口感及鮮味不能與真魚翅相比，但較耐火，即使煮很久也不會溶掉。
使用素翅取代真魚翅的原因，多數是成本的考慮，因為素翅的製作成本較採集真魚翅低得多。另一個原因是基於保育的原因，減少殺害鯊魚。但也有不良商家以素翅冒充真鱼翅，牟取暴利。